# Davey Suicide
Davey Suicide ist eine 2011 gegründete Alternative-Metal-Band aus Los Angeles, Kalifornien.

## Geschichte
Davey Suicide wurde im Jahr 2011 in der kalifornischen Großmetropole Los Angeles von Sänger Davey Suicide gegründet. Im selben Jahr stießen mit dem Keyboarder Needlz, dem Bassisten Frankie Sil, dem Gitarristen Eric Griffin und dem Schlagzeuger Ben Graves weitere Musiker hinzu.
Im November 2012 erschien mit Put Our Trust in Suicide eine EP mit vier Titeln, welche komplett in Eigenregie aufgenommen und veröffentlicht wurde. Knapp vier Monate später erschien im März 2013 das Debütalbum, welches nach der Gruppe benannt wurde. Auch das Debütalbum erschien als Eigenveröffentlichung. Im selben Jahr verließen Sil, Griffin und Graves die Band und wurden von dem Schlagzeuger Drayven Davidson, dem Gitarristen Ashes und dem Bassisten Brent Ashley ersetzt. Allerdings verließ Ashes die Gruppe Ende des Jahres 2013 wieder. Zwischenzeitlich unterschrieb die Gruppe einen Vertrag bei StandBy Records, worüber am 30. September 2014 mit World Wide Suicide das zweite Album der Band erschien.
Die Gruppe tourte bereits mehrfach durch die Vereinigten Staaten, unter anderem im Vorprogramm von Vampires Everywhere!, Orgy, The Bunny the Bear, The Defiled, William Control und den Fearless Vampire Killers.

### Rechtsstreit mit StandBy Records
Am 10. August 2016 veröffentlichte Davey Suicide ein Video auf der Präsenz der Gruppe bei Facebook, in welcher er Details über die derzeitige Situation der Band bekannt gab. Davey Suicide wirft in dieser Videonachricht dem Besitzer der Plattenfirma, Neill Sheenan, unter anderem Vertragsbruch vor. So habe Sheenan weder den im Vertrag festgeschriebenen Selbstanteil für die Produktionskosten des zweiten Albums Worldwide Suicide ausgezahlt, noch die Kosten für die Vermarktung der Band entgegen dem Kontrakt übernommen, sodass die Musiker zeitweise Schulden in Höhe von knapp 70.000 Dollar hatten. Er wirft Sheenan des Weiteren vor, immer wieder neue Plattenverträge mit anderen Gruppen abzuschließen, damit er diesen Vorzug vor anderen Gruppen, die länger beim Label unter Vertrag stehen, geben kann.
In diesem Video geht Suicide auch auf die Hintergrundgeschichte des Streitfalls ein. So habe das Label die Band, nachdem diese das Label mit einer Klage drohte, wegen Vertragsbruches verklagt um der Klage der Band zuvorzukommen. Die Gerichtsverhandlung war ursprünglich auf dem 2. August 2016 festgelegt wurde aber auf Februar 2017 verschoben.

### Unterschrift bei Trisol
Am 24. Januar 2017 gab die Gruppe bekannt, bei Trisol Music Group unterschrieben zu haben und kündigten ihr drittes Album für Ende März an. Im März und April tourt die Band gemeinsam mit Combichrist und September Mourning.
Im Januar und Februar 2018 tourte die Band als Support von Saliva und Crazy Town durch Europa und gab Konzert in England, Deutschland, den Niederlanden und der Schweiz. Im Anschluss wurde die Tour mit Crazy Town in den USA fortgesetzt. Für April 2018 wurden Tour-Termine für Australien und Neuseeland als Special Guest von Wednesday 13 angekündigt.

### Wechsel zu Out of Line
Davey Suicide wechselten im Jahr 2019 zum deutschen Independent-Label Out of Line und veröffentlichten im Januar des darauffolgenden Jahres mit Rock Ain’t Dead ihr viertes Studioalbum.

## Stil
Die Musik von Davey Suicide kann primär als Alternative Metal beschrieben werden, welcher vergleichbar mit Ministry, Marilyn Manson, Static-X, Orgy und Dope ist. Auch werden Nine Inch Nails, Alice Cooper und sogar Pink Floyd als musikalische Einflüsse genannt.

## Diskografie
- 2012: Put Our Trust in Suicide (EP, Eigenveröffentlichung)
- 2013: Davey Suicide (Album, Eigenveröffentlichung)
- 2014: World Wide Suicide (Album, StandBy Records)
- 2017: Made From Fire (Album, Trisol Music Group)
- 2020: Rock Ain’t Dead (Album, Out of Line)